# Mazerolles-le-Salin
Mazerolles-le-Salin è un comune francese di 198 abitanti situato nel dipartimento del Doubs nella regione della Borgogna-Franca Contea.

## Società

### Evoluzione demografica
Abitanti censiti